# Mannschaftskader der österreichischen Staatsliga im Schach 1985/86
Die österreichische Schachstaatsliga 1985/86 hatte folgende Spielermeldungen und Einzelergebnisse.
Aufgelistet sind nur Spieler, die mindestens einen Einsatz in der Saison hatten. In Einzelfällen kann die Reihenfolge von der hier angegebenen abweichen.

## Legende
Die nachstehenden Tabellen enthalten folgende Informationen:
- Nr.: Ranglistennummer.
- Titel: FIDE-Titel zu Saisonbeginn (Eloliste vom Juli 1985); GM = Großmeister, IM = Internationaler Meister, FM = FIDE-Meister, WGM = Großmeister der Frauen, WIM = Internationaler Meister der Frauen, WFM = FIDE-Meister der Frauen, CM = Candidate Master, WCM = Candidate Master der Frauen
- Elo: (FIDE-)Elo-Zahl zu Saisonbeginn (Eloliste vom Juli 1985), sofern vorhanden.
- Nation: Nationalität gemäß Eloliste vom Juli 1985
- G: Anzahl Gewinnpartien (kampflose Siege werden in den Einzelbilanzen berücksichtigt)
- R: Anzahl Remispartien
- V: Anzahl Verlustpartien (kampflose Niederlagen werden in den Einzelbilanzen nicht berücksichtigt)
- Pkt.: Anzahl der erreichten Punkte
- Partien: Anzahl der gespielten Partien
- Elo-Perf.: Turnierleistung der Spieler mit mindestens fünf Partien
- Normen: Erspielte Normen für FIDE-Titel

## SK VÖEST Linz
| Nr. | Titel | Name              | Elo  | Nation           | G  | R  | V | Pkt. | Partien | Elo- Perf. | Normen |
| --- | ----- | ----------------- | ---- | ---------------- | -- | -- | - | ---- | ------- | ---------- | ------ |
| 01  | IM    | Georg Danner      | 2395 | Österreich       | 7  | 11 | 0 | 12,5 | 18      | 2426       |        |
| 02  | FM    | Heinz Baumgartner | 2345 | Österreich       | 4  | 4  | 2 | 7    | 12      | 2349       |        |
| 03  |       | Daniel Sorm       | 2335 | Tschechoslowakei | 1  | 3  | 1 | 2,5  | 05      |            |        |
| 04  | FM    | Peter Roth        | 2310 | Österreich       | 11 | 2  | 3 | 12   | 16      | 2381       |        |
| 05  |       | Ernst Schüller    | 2220 | Österreich       | 3  | 5  | 0 | 5,5  | 08      |            |        |
| 06  |       | Horst Niedermayr  | 2235 | Österreich       | 0  | 4  | 1 | 2    | 05      |            |        |
| 07  |       | Friedrich Wöber   |      | Österreich       | 2  | 5  | 1 | 4,5  | 08      |            |        |

## ASK Klagenfurt
| Nr. | Titel | Name            | Elo  | Nation     | G  | R  | V | Pkt. | Partien | Elo- Perf. | Normen |
| --- | ----- | --------------- | ---- | ---------- | -- | -- | - | ---- | ------- | ---------- | ------ |
| 01  | FM    | Franz Hölzl     | 2325 | Österreich | 10 | 4  | 2 | 12   | 16      | 2499       | IM     |
| 02  | FM    | Heimo Titz      | 2330 | Österreich | 2  | 11 | 3 | 7,5  | 16      | 2237       |        |
| 03  | FM    | Kurt Petschar   | 2310 | Österreich | 2  | 9  | 1 | 6,5  | 12      | 2279       |        |
| 04  |       | Wolfgang Schade |      | Österreich | 4  | 3  | 1 | 5,5  | 08      |            |        |
| 05  |       | Manfred Schumi  |      | Österreich | 6  | 5  | 1 | 8,5  | 12      | 2271       |        |

## SK Merkur Graz
| Nr. | Titel | Name            | Elo  | Nation     | G | R | V | Pkt. | Partien | Elo- Perf. | Normen |
| --- | ----- | --------------- | ---- | ---------- | - | - | - | ---- | ------- | ---------- | ------ |
| 01  | IM    | Walter Wittmann | 2385 | Österreich | 4 | 9 | 3 | 8,5  | 16      | 2338       |        |
| 02  | IM    | Walter Pils     | 2375 | Österreich | 4 | 9 | 1 | 8,5  | 14      | 2363       |        |
| 03  | FM    | Horst Watzka    | 2335 | Österreich | 7 | 8 | 1 | 11   | 16      | 2422       |        |
| 04  |       | Josef Draxler   |      | Österreich | 2 | 5 | 3 | 4,5  | 10      | 2180       |        |
| 05  |       | Peter Schrafl   |      | Österreich | 1 | 4 | 1 | 3    | 06      |            |        |
| 06  |       | Peter Detter    |      | Österreich | 0 | 2 | 0 | 1    | 02      |            |        |

## SK Austria Wien
| Nr. | Titel | Name               | Elo  | Nation     | G | R | V | Pkt. | Partien | Elo- Perf. | Normen |
| --- | ----- | ------------------ | ---- | ---------- | - | - | - | ---- | ------- | ---------- | ------ |
| 01  | FM    | Johann Pöcksteiner | 2255 | Österreich | 2 | 9 | 1 | 6,5  | 12      | 2359       |        |
| 02  | FM    | Klaus Opl          | 2340 | Österreich | 3 | 6 | 4 | 6    | 13      | 2326       |        |
| 03  | FM    | Günter Miniböck    | 2280 | Österreich | 1 | 7 | 4 | 4,5  | 12      | 2182       |        |
| 04  | FM    | Walter Braun       | 2335 | Österreich | 2 | 3 | 4 | 3,5  | 09      |            |        |
| 05  | FM    | Werner Mikenda     | 2270 | Österreich | 1 | 0 | 0 | 1    | 01      |            |        |
| 06  |       | Rene Vokroj        | 2240 | Österreich | 1 | 0 | 0 | 1    | 01      |            |        |
| 07  |       | Manfred Hangweyrer |      | Österreich | 1 | 1 | 0 | 1,5  | 02      |            |        |
| 08  |       | Karl Grillitsch    | 2270 | Österreich | 5 | 4 | 3 | 7    | 12      |            |        |
| 09  |       | Klaus Rogetzer     |      | Österreich | 0 | 2 | 0 | 1    | 02      |            |        |

## WSV-ATSV Ranshofen
| Nr. | Titel | Name                  | Elo  | Nation      | G | R  | V | Pkt. | Partien | Elo- Perf. | Normen |
| --- | ----- | --------------------- | ---- | ----------- | - | -- | - | ---- | ------- | ---------- | ------ |
| 01  | IM    | Arne Dür              | 2380 | Österreich  | 5 | 9  | 2 | 9,5  | 16      | 2340       |        |
| 02  |       | Josef Ager            | 2260 | Österreich  | 2 | 11 | 3 | 7,5  | 16      | 2254       |        |
| 03  |       | Andreas Druckenthaner | 2280 | Österreich  | 2 | 8  | 4 | 6    | 14      | 2223       |        |
| 04  |       | Ulrich Fößmeier       |      | Deutschland | 3 | 9  | 4 | 7,5  | 16      |            |        |
| 05  |       | Wolfgang Hackbarth    |      | Österreich  | 0 | 2  | 0 | 1    | 02      |            |        |

## 1. SSK Mozart
| Nr. | Titel | Name                 | Elo  | Nation     | G | R  | V | Pkt. | Partien | Elo- Perf. | Normen |
| --- | ----- | -------------------- | ---- | ---------- | - | -- | - | ---- | ------- | ---------- | ------ |
| 01  |       | Reinhard Hanel       |      | Österreich | 2 | 9  | 3 | 6,5  | 14      | 2278       |        |
| 02  |       | Egon Brestian        | 2225 | Österreich | 5 | 7  | 2 | 8,5  | 14      | 2407       |        |
| 03  |       | Heinz Peterwagner    |      | Österreich | 0 | 11 | 5 | 5,5  | 16      | 2118       |        |
| 04  |       | Engelbert Schöppl    |      | Österreich | 4 | 9  | 3 | 8,5  | 16      | 2220       |        |
| 05  |       | Johann Bauer         |      | Österreich | 0 | 1  | 0 | 0,5  | 01      |            |        |
| 06  |       | Wolfgang Schwaninger |      | Österreich | 1 | 0  | 0 | 1    | 01      |            |        |
| 07  |       | Ernst Volf           |      | Österreich | 0 | 2  | 0 | 1    | 02      |            |        |

## SC Donaustadt
| Nr. | Titel | Name              | Elo  | Nation     | G | R | V | Pkt. | Partien | Elo- Perf. | Normen |
| --- | ----- | ----------------- | ---- | ---------- | - | - | - | ---- | ------- | ---------- | ------ |
| 01  | IM    | Alfred Beni       | 2220 | Österreich | 1 | 9 | 6 | 5,5  | 16      | 2195       |        |
| 02  |       | Heinrich Eisterer | 2285 | Österreich | 5 | 8 | 1 | 9    | 14      | 2400       |        |
| 03  |       | Gernot Felkel     |      | Österreich | 0 | 0 | 1 | 0    | 01      |            |        |
| 04  |       | Franz Schuh       |      | Österreich | 2 | 7 | 5 | 5,5  | 14      | 2247       |        |
| 05  |       | Helmut Kummer     |      | Österreich | 5 | 4 | 5 | 7    | 14      | 2124       |        |
| 06  |       | Rene Schwab       |      | Österreich | 1 | 1 | 3 | 1,5  | 05      |            |        |

## SK Hietzing Wien
| Nr. | Titel | Name             | Elo  | Nation     | G | R | V | Pkt. | Partien | Elo- Perf. | Normen |
| --- | ----- | ---------------- | ---- | ---------- | - | - | - | ---- | ------- | ---------- | ------ |
| 01  | FM    | Karl Janetschek  | 2280 | Österreich | 4 | 2 | 2 | 5    | 08      | 2340       |        |
| 02  |       | Ernst Swoboda    | 2285 | Österreich | 1 | 5 | 3 | 3,5  | 09      | 2222       |        |
| 03  |       | Herbert Zöbisch  | 2205 | Österreich | 2 | 9 | 5 | 6,5  | 16      | 2251       |        |
| 04  |       | Ulrich Steiner   | 2285 | Österreich | 2 | 7 | 3 | 5,5  | 12      | 2308       |        |
| 05  |       | Anton Strauß     | 2220 | Österreich | 2 | 6 | 1 | 5    | 09      |            |        |
| 06  |       | Wolfgang Krpelan |      | Österreich | 1 | 2 | 1 | 2    | 04      |            |        |

## SK St. Pölten
| Nr. | Titel | Name               | Elo  | Nation     | G | R  | V | Pkt. | Partien | Elo- Perf. | Normen |
| --- | ----- | ------------------ | ---- | ---------- | - | -- | - | ---- | ------- | ---------- | ------ |
| 01  |       | Alois Hellmayr     | 2295 | Österreich | 0 | 14 | 2 | 7    | 16      | 2259       |        |
| 02  |       | Karl Röhrl         | 2290 | Österreich | 1 | 9  | 4 | 5,5  | 14      | 2212       |        |
| 03  |       | Felix Winiwarter   |      | Österreich | 3 | 7  | 4 | 6,5  | 14      | 2167       |        |
| 04  |       | Johann Haas        |      | Österreich | 2 | 7  | 1 | 5,5  | 10      | 2267       |        |
| 05  |       | Friedrich Knapp    |      | Österreich | 0 | 5  | 2 | 2,5  | 07      |            |        |
| 06  |       | Richard Engelhardt |      | Österreich | 0 | 0  | 1 | 0    | 01      |            |        |

## SK Flötzersteig-Breitensee
| Nr. | Titel | Name               | Elo  | Nation     | G | R | V | Pkt. | Partien | Elo- Perf. | Normen |
| --- | ----- | ------------------ | ---- | ---------- | - | - | - | ---- | ------- | ---------- | ------ |
| 01  |       | Harald Herndl      | 2305 | Österreich | 1 | 9 | 7 | 5,5  | 17      | 2191       |        |
| 02  | FM    | Leo Kwatschewsky   | 2315 | Österreich | 2 | 8 | 3 | 7    | 15      | 2289       |        |
| 03  |       | Engelbert Liebhart | 2250 | Österreich | 4 | 2 | 5 | 5    | 11      | 2075       |        |
| 04  |       | Heinrich Schüch    |      | Österreich | 1 | 1 | 1 | 1,5  | 03      |            |        |
| 05  |       | Erich Wohlmann     |      | Österreich | 1 | 9 | 5 | 5,5  | 15      | 2153       |        |
| 06  |       | Herbert Nagel      |      | Österreich | 1 | 3 | 3 | 2,5  | 07      |            |        |
| 07  |       | Lambert Danner     |      | Österreich | 0 | 1 | 1 | 0,5  | 02      |            |        |
| 08  |       | Johannes Wejbora   |      | Österreich | 0 | 0 | 1 | 0    | 01      |            |        |